# Bureima Maiga
Bureima Maiga (Bobo-Dioulasso, 15 november 1983) is een Burkinese voetballer. Hij is een middenvelder en speelt bij de Belgische tweedeklasser KV Oostende. Maiga speelde eerder voor Planete Champion, KSC Lokeren en Racing Waregem.